# Apanteles lucidinervis
Apanteles lucidinervis är en stekelart som beskrevs av Wilkinson 1928. Apanteles lucidinervis ingår i släktet Apanteles och familjen bracksteklar. Inga underarter finns listade i Catalogue of Life.